# USS Charles R. Ware (DD-865)
USS Charles R. Ware (DD-865) là một tàu khu trục lớp Gearing được Hải quân Hoa Kỳ chế tạo vào giai đoạn cuối Chiến tranh Thế giới thứ hai. Nó là chiếc tàu chiến duy nhất của Hải quân Mỹ được đặt theo tên Đại úy Hải quân Charles Rollins Ware (1911–1942), phi công thuộc Phi đội Tuần tiễu VS-5 của tàu sân bay USS Yorktown (CV-5), đã mất tích trong Trận Midway và được truy tặng Huân chương Chữ thập Hải quân. Hoàn tất khi chiến tranh đã sắp kết thúc, con tàu tiếp tục phục vụ trong giai đoạn Chiến tranh Lạnh và Chiến tranh Việt Nam cho đến khi xuất biên chế năm 1974; nó bị đánh chìm như một mục tiêu năm 1981.

## Thiết kế và chế tạo
Charles R. Ware được đặt lườn tại xưởng tàu của hãng Bethlehem Steel Corporation ở Staten Island, New York vào ngày 1 tháng 11 năm 1944. Nó được hạ thủy vào ngày 12 tháng 4 năm 1945; được đỡ đầu bởi bà Arva Zena Ware, mẹ Đại úy Ware, và nhập biên chế vào ngày 21 tháng 7 năm 1945 dưới quyền chỉ huy của Hạm trưởng, Trung tá Hải quân H. R. Wier.

## Lịch sử hoạt động

### 1945 - 1960
Sau khi hoàn tất việc chạy thử máy và huấn luyện, Charles R. Ware đặt cảng nhà tại Norfolk, Virginia, và cho đến năm 1960 đã phục vụ cùng Hạm đội Đại Tây Dương tại vùng bờ Đông và vùng biển Caribe, xen kẻ với những đợt biệt phái sang hoạt động cùng Đệ Lục hạm đội tại Địa Trung Hải hay đến vùng biển Bắc Đại Tây Dương. Chuyến đi ra nước ngoài đầu tiên của nó, từ ngày 1 tháng 3 đến ngày 9 tháng 4 năm 1946, là đi lên vùng biển Bắc Cực để hoạt động thử nghiệm nhằm phát triển những thiết bị và chiến thuật hoạt động trong điều kiện khí hậu lạnh giá khắc nghiệt.
Không lâu sau đó, Charles R. Ware phục vụ như tàu mục tiêu cho hoạt động huấn luyện tàu ngầm ngoài khơi New London, Connecticut. Vào ngày 10 tháng 11, 1947, nó khởi hành đi sang Địa Trung Hải cho lượt phục vụ đầu tiên cùng Đệ Lục hạm đội. Sau khi tập trận cùng các đơn vị của hạm đội và viếng thăm các cảng Bắc Âu, nó quay trở về Norfolk vào ngày 11 tháng 3, 1948. Lượt biệt phái tiếp theo của con tàu đến Địa Trung Hải diễn ra vào năm 1949, khi mà trong hai tuần nó đã tuần tra ngoài khơi bờ biển lãnh thổ ủy trị Palestine dưới quyền điều động của Ủy ban Đàm phán Palestine của Liên Hợp Quốc.
Vào mùa Hè năm 1949, Charles R. Ware thực hiện hai chuyến đi đến khu vực biển Caribe để thực hành huấn luyện cho nhân sự của Hải quân Dự bị Hoa Kỳ, rồi tham gia một đợt thực tập quy mô lớn tại vùng biển Bắc Cực trước khi chuẩn bị cho lượt biệt phái sang phục vụ cùng Đệ Lục hạm đội tại Địa Trung Hải. Con tàu chuyển cảng nhà đến Newport, Rhode Island vào tháng 12, 1950, và trong lượt biệt phái sang Địa Trung Hải năm 1951, nó đã hoạt động phối hợp cùng Hải quân Hoàng gia Hy Lạp. Kết thúc lượt biệt phái cùng Đệ Lục hạm đội năm 1953, nó tiếp tục thực hành tập trận chống tàu ngầm cùng các tàu chiến Hải quân Hoàng gia Anh ngoài khơi Bắc Ireland rồi viếng thăm các cảng Ireland, Đức, Na Uy, Đan Mạch và Bỉ. Cuối năm đó, nó đã thực hành phối hợp cùng tàu sân bay Canada Magnificent (CVL 21) ngoài khơi vịnh Narragansett.
Charles R. Ware lại có lượt biệt phái tiếp theo sang Địa Trung Hải vào đầu năm 1954, nơi nó tham gia một cuộc tập trận phối hợp với các thành viên Khối NATO. Đợt biệt phái năm 1955 được bắt đầu bởi cuộc tập trận chống tàu ngầm phối hợp với Hải quân Anh ngoài khơi Bắc Ireland trước khi làm nhiệm vụ cùng Đệ Lục hạm đội. Sang mùa Hè năm 1956, nó đưa các học viên sĩ quan của Học viện Hải quân Hoa Kỳ đi thực tập mùa Hè tại vùng biển Bắc Âu. Đến năm 1957, con tàu có vinh dự được cử hộ tống cho con tàu đưa Vua Saud của Ả Rập Xê Út đi vào cảng New York trong chuyến viếng thăm chính thức. Sau đó trong lượt biệt phái sang Châu Âu nó đã thực hành phối hợp cùng các tàu khu trục của Hải quân Tây Ban Nha. Đến mùa Thu năm đó, con tàu tham gia cuộc tập trận quy mô lớn của Khối NATO, và vào ngày 20 tháng 1, 1958 nó cứu vớt một phi công từ tàu sân bay Essex (CV-9) bị rơi ngoài biển đang khi thực hành huấn luyện ngoài khơi bờ Đông. Không lâu sau đó nó lại lên đường cho một lượt biệt phái khác tại Địa Trung Hải.
Vào mùa Hè năm 1959, Charles R. Ware tham gia Lực lượng Đặc nhiệm 47 trong Chiến dịch Inland Seas, đi dọc theo sông Saint Lawrence tham dự lễ khánh thành tuyến đường thủy St. Lawrence nối liền Đại Tây Dương với Ngũ Đại Hồ vào ngày 26 tháng 6, 1959, nghi lễ do Tổng thống Dwight D. Eisenhower và Nữ hoàng Elizabeth II của Anh đồng chủ trì; và sau nghi thức khánh thành đã đi theo tuyến đường thủy đến một số cảng Canada và Hoa Kỳ. Trong chuyến đi sang Địa Trung Hải vào năm 1960, nó đón lên tàu các quan sát viên của Hải quân Đức theo dõi một cuộc tập trận trong biển Ionian.

### 1961 - 1974
Từ tháng 1, 1961 đến tháng 3, 1962, Charles R. Ware trải qua đợt sửa chữa và nâng cấp tại Xưởng hải quân New York, trong khuôn khổ Chương trình Hồi sinh và Hiện đại hóa Hạm đội (FRAM: Fleet Rehabilitation and Modernization). Ngoài việc cải tiến cấu trúc để tăng tiện nghi cho thủy thủ đoàn và kéo dài tuổi thọ phục vụ, con tàu còn được bổ sung thiết bị cảm biến và vũ khí nhằm nâng cao năng lực chống ngầm và khả năng phòng không.
Hoàn tất công việc trong xưởng tàu, Charles R. Ware chuyển đến cảng nhà mới tại Mayport, Florida. Vào năm 1962, nó tham gia cùng các đơn vị thuộc Đệ Nhị hạm đội trong hoạt động phong tỏa hàng hải Cuba, khi xảy ra vụ Khủng hoảng tên lửa Cuba. Nó khởi hành từ Mayport vào ngày 21 tháng 2, 1967, băng qua kênh đào Panama và lần đầu tiên có mặt tại Thái Bình Dương để tham gia vào cuộc Chiến tranh Việt Nam. Chiếc tàu khu trục gia nhập Đội đặc nhiệm 77.1 để tham gia Chiến dịch Sea Dragon nhằm phá hủy hệ thống radar đối phương tại Bắc Việt Nam. Nó đã bắn 1.080 quả đạn pháo 5-inch xuống các mục tiêu trong gần 20 nhiệm vụ khác nhau; đối phương đã bắn trả vào con tàu năm lần nhưng không gây thương vong hay thiệt hại gì ngoại trừ những vết do mảnh đạn pháo. Nó quay trở về nhà sau khi trải qua 90 ngày hoạt động tại vùng chiến sự.
Vào tháng 3, 1968, Charles R. Ware được phái sang hoạt động tại khu vực Trung Đông. Sang năm 1970, nó lại được cử sang hoạt động tại Địa Trung Hải lần đầu tiên kể từ năm 1965. Đến tháng 9, 1972, con tàu một lần nữa rời Mayport để đi sang phục vụ tại khu vực Trung Đông. Trên đường đi đến Bahrain trong vịnh Oman vào ngày 19 tháng 12, nó chứng kiến tai nạn va chạm giữa hai tàu chở dầu: chiếc SS Sea Star của Hàn Quốc với SS Horta Barbosa của Brazil. Chiếc tàu khu trục đã trợ giúp vào việc tìm kiếm những người mất tích, cứu vớt được 31 người lên tàu và chăm sóc y tế cho họ. Nó quay trở về Mayport vào tháng 4, 1973 sau khi hoàn tất chuyến đi vòng quanh thế giới kéo dài 207 ngày.
Charles R. Ware được cho xuất biên chế đồng thời rút tên khỏi danh sách Đăng bạ Hải quân vào ngày 12 tháng 12, 1974. Cuối cùng con tàu bị đánh chìm như một mục tiêu trong vùng biển Caribe vào ngày 15 tháng 11, 1981.